# Высшая школа государственного аудита МГУ
Высшая школа государственного аудита МГУ была основана Московским государственным университетом имени М.В. Ломоносова в 2006 году по совместной инициативе Российской академии наук и Счетной палаты Российской Федерации. Цель факультета — подготовка специалистов в сфере государственного аудита и финансового контроля. С момента создания и по 2020 год деканом являлся Сергей Михайлович Шахрай - один из инициаторов и идейных вдохновителей создания факультета. На данный момент и.о. декана является Васильев Александр Анатольевич.
Подготовка бакалавров производится по направлениям «юриспруденция» и «экономика». Также существуют две программы магистров: «юриспруденция» и «государственный аудит».
Российское историческое общество утверждает, что уровень подготовки выпускников традиционно получает положительные оценки со стороны государства. За время своей деятельности Высшая школа государственного аудита стала настоящей кузницей кадров для государственной службы. Факультет выпускает высококвалифицированных специалистов, которые впоследствии успешно работают в Администрации Президента Российской Федерации, в Аппарате Правительства Российской Федерации, в Федеральном Собрании Российской Федерации, а также в различных министерствах и ведомствах. Кроме того, выпускники ВШГА востребованы крупнейшими частными корпорациями и бизнес-структурами.
В церемонии вручения дипломов участвует Сергей Степашин. Выступая перед выпускниками, он подчеркнул, что ВШГА МГУ является первой и пока единственной образовательной структурой, которая ведет целевую подготовку квалифицированных кадров для работы в сфере финансового контроля и аудита. Глава Счетной палаты особо отметил, что на сегодняшний день в нашей стране нет специалистов подобного профиля. В первую очередь это связано с фундаментальным и комплексным характером образования, багажом теоретических и профессиональных знаний, умений, навыков, которые получили выпускники в процессе обучения. По мнению Сергея Степашина, они позволят молодым специалистам без какой-либо дополнительной подготовки уверенно приступить к работе в сфере финансового контроля и аудита или найти себе достойную работу по другим направлениям экономической специальности.

## Кафедры
- Кафедра государственного аудита (заведующий кафедрой - Иванова Елена Ивановна)
- Кафедра правовых дисциплин (заведующий кафедрой - Крохина Юлия Александровна)
- Кафедра государственных и муниципальных финансов (заведующий кафедрой - Ефимова Нина Павловна)
- Кафедра экономических и финансовых расследований (заведующий кафедрой - Хабибулин Алик Галимзянович)
- Кафедра компьютерного права и информационной безопасности (заведующий кафедрой - Батурин Юрий Михайлович)